# Vidovec Petrovski
Vidovec Petrovski is een plaats in de gemeente Krapina in de Kroatische provincie Krapina-Zagorje. De plaats telt 118 inwoners (2001).